# Альтепетль
Альтепетль (аст. Āltepētl) — город-государство или крупная этно-территориальная единица в государстве ацтеков. Слово является идиомой, образованной из двух корней языка науатль: ā-tl означает «вода», а tepē-tl — «гора». Обычно относится к составляющим единицам ацтекского Тройственного союза.